# Ricardo Flores Pérez
Ricardo Flores Pérez (Sada, La Coruña, España; 1903- Buenos Aires, Argentina; 2002), escritor gallego.
Emigró a Buenos Aires en 1929, donde fue unos de los dirijentes de Irmandade Galega y de la Sociedade Nazonalista Pondal, secretario del Consello de Galiza y presidente del Centro Provincial Coruñés.

## Obra
- Un ovo de dúas xemas. Comedia rideira en dous pasos, 1938 (teatro)
- Enguedello, 1939 (teatro)
- Catro estampas de beiramar, 1961 (teatro)

- Datos: Q3327452